# Ctenodecticus lusitanicus
Ctenodecticus lusitanicus is een rechtvleugelig insect uit de familie sabelsprinkhanen (Tettigoniidae). De wetenschappelijke naam van deze soort is voor het eerst geldig gepubliceerd in 1992 door Barranco & Pascual.
1. ↑  (en) Ctenodecticus lusitanicus op de IUCN Red List of Threatened Species.